# Elezioni presidenziali in Macedonia del Nord del 2024
Le elezioni presidenziali in Macedonia del Nord del 2024 si sono tenute il 24 aprile (I turno) per il rinnovo della Presidenza del paese.
Poiché, tuttavia, nessuno dei candidati è riuscito a raggiungere la maggioranza assoluta delle preferenze, un ulteriore turno di votazioni si è tenuto l’8 maggio, contemporaneamente alle elezioni parlamentari.
In seguito, svoltosi il conseguente secondo spoglio elettorale, la candidata Gordana Siljanovska-Davkova, già in vantaggio al primo turno, è risultata vincitrice sul suo avversario con il 69,01% delle preferenze, divenendo così la prima Presidente donna del paese.
Il presidente uscente, Stevo Pendarovski, essendo ancora al primo mandato, si è potuto ripresentare per la rielezione.

## Sistema elettorale
Per le elezioni presidenziali, la legge elettorale nord-macedone prevede l’applicazione di un sistema maggioritario a doppio turno modificato: difatti, un candidato può essere eletto al primo turno solo se riceve la maggioranza assoluta delle preferenze (50%+1). Tuttavia, qualora ciò non si verifichi, si tiene un secondo turno di votazioni due settimane dopo, ove, per essere validamente eletti, è necessaria la maggioranza dei voti e un’affluenza di almeno il 40%.
In aggiunta a ciò, la Costituzione richiede che, per partecipare, il Presidente abbia più di 40 anni ed abbia vissuto nel paese per almeno 10 degli ultimi 15 anni, mentre il regolamento elettorale richiede un supporto di almeno 10.000 elettori validamente registrati o di 30 parlamentari.

## Risultati
| Gordana Siljanovska-Davkova | Partito Democratico per l'Unità Nazionale Macedone (VMRO-DPMNE/ВМРО–ДПМНЕ) | 363 086   | 41,20 | 561 000   | 69,01 |  |  |  |
| Stevo Pendarovski           | Unione Socialdemocratica di Macedonia (SDSM/СДСМ)                          | 180 500   | 20,48 | 251 899   | 30,99 |  |  |  |
| Bujar Osmani                | Unione Democratica per l'Integrazione (ДУЗИ/BDPI)                          | 121 088   | 13,74 |           |       |  |  |  |
| Maksim Dimitrievski         | Per la Nostra Macedonia (ЗНAМ/ZNAM)                                        | 83 856    | 9,51  |           |       |  |  |  |
| Arben Taravari              | Alleanza per gli Albanesi (ASH/AA)                                         | 83 393    | 9,46  |           |       |  |  |  |
| Biljana Vankovska           | Indipendente                                                               | 41 331    | 4,69  |           |       |  |  |  |
| Stevčo Jakimovski           | Opzione Cittadina per la Macedonia (ГРОМ/GROM)                             | 8 121     | 0,92  |           |       |  |  |  |
| Totale                      | Totale                                                                     | 881 375   | 100   | 812 899   | 100   |  |  |  |
|                             |                                                                            |           |       |           |       |  |  |  |
| Voti non validi             | Voti non validi                                                            | 24 562    | 2,71  | 48 289    | 5,61  |  |  |  |
| Votanti                     | Votanti                                                                    | 905 937   | 49,93 | 861 188   | 47,47 |  |  |  |
| Elettori                    | Elettori                                                                   | 1 814 317 |       | 1 814 317 |       |  |  |  |

| Gordana Siljanovska-Davkova |  | 41,20% |
| Stevo Pendarovski           |  | 20,48% |
| Bujar Osmani                |  | 13,74% |
| Maksim Dimitrievski         |  | 9,51%  |
| Arben Taravari              |  | 9,46%  |
| Biljana Vankovska           |  | 4,69%  |
| Stevčo Jakimovski           |  | 0,92%  |

| Gordana Siljanovska-Davkova |  | 69,01% |
| Stevo Pendarovski           |  | 30,99% |